# شیشه (اهر)
شیشه یکی از روستاهای استان آذربایجان شرقی است که در دهستان ورگهان بخش مرکزی شهرستان اهر واقع شده‌است.این روستا ۸۷ نفر جمعیت دارد.